# Houston Astros
Houston Astros är en professionell basebollklubb i Houston i Texas i USA som spelar i American League, en av de två ligorna i Major League Baseball (MLB). Klubbens hemmaarena är Minute Maid Park.

## Historia
Klubben grundades 1962 under namnet Houston Colt .45s när National League utökades med två nya klubbar (den andra var New York Mets). När man flyttade in i inomhusarenan Astrodome 1965 bytte man samtidigt namn till Houston Astros.
Klubben nådde sin dittills största framgång när man vann National League 2005. I World Series förlorade man dock mot Chicago White Sox med 0–4 i matcher.
Klubben såldes efter 2011 års säsong för 610 miljoner dollar. Samtidigt beslutade MLB att klubben skulle byta från National League Central Division till American League West Division från och med 2013. I och med flytten spelar klubben i samma division som lokalkonkurrenten Texas Rangers. Inför den första säsongen i American League bytte klubben logotyp och dräkter, vilka skulle påminna om de som klubben använde 1962–1993.
Flytten till American League och de nya dräkterna innebar till en början knappast någon succé; under den första säsongen förlorade Astros 111 matcher, flest i klubbens historia. De två föregående säsongerna hade man förlorat 107 (2012) respektive 106 (2011), vilket var näst flest och tredje flest i klubbhistorien. Därefter skedde dock en förbättring och redan 2015 gick klubben till slutspel som en av American Leagues två wild card-klubbar. Där blev det dock förlust i American League Division Series, ALDS, mot de blivande World Series-mästarna Kansas City Royals med 2–3 i matcher.
Två år senare, 2017, vann Houston 101 matcher och vann sin division för första gången sedan 2001. I slutspelet slog man först ut Boston Red Sox och därefter New York Yankees, innan man i World Series ställdes mot National League-mästarna Los Angeles Dodgers. Det blev en dramatisk matchserie, som slutade med att Houston vann med 4–3 i matcher. Klubben hade därmed tagit sin första World Series-titel någonsin. Två år senare gick Astros till World Series igen, men förlorade mot Washington Nationals med 3–4 i matcher. 2020, då grundserien var förkortad till 60 matcher på grund av covid-19-pandemin, gick Astros (och även Milwaukee Brewers) till slutspel trots att man förlorade fler matcher (31) än man vann (29), något som aldrig hänt tidigare i MLB:s historia. Astros gick till World Series igen 2021, men förlorade mot Atlanta Braves med 2–4 i matcher. Även 2022 gick Astros till World Series, för fjärde gången på sex säsonger, och då vann man mot Philadelphia Phillies med 4–2 i matcher.

## Hemmaarena
Hemmaarena är Minute Maid Park, invigd 2000. Andra arenor har varit Colt Stadium (1962–1964) och Astrodome (1965–1999).

## Spelartrupp

### Aktiva
| Nr | Land                    | Pos | Namn               |
| -- | ----------------------- | --- | ------------------ |
| 43 | USA                     | P   | Lance McCullers Jr |
| 45 | USA                     | P   | Ryne Stanek        |
| 47 | Dominikanska republiken | P   | Rafael Montero     |
| 50 | Dominikanska republiken | P   | Héctor Neris       |
| 51 | USA                     | P   | Will Smith         |
| 52 | Dominikanska republiken | P   | Bryan Abreu        |
| 53 | Dominikanska republiken | P   | Cristian Javier    |
| 59 | Dominikanska republiken | P   | Framber Valdez     |
| 61 | USA                     | P   | Seth Martinez      |
| 64 | USA                     | P   | Brandon Bielak     |
| 65 | Mexiko                  | P   | José Urquidy       |
| 77 | Venezuela               | P   | Luis García        |
| 88 | USA                     | P   | Phil Maton         |

| Nr | Land                    | Pos | Namn              |
| -- | ----------------------- | --- | ----------------- |
| 9  | Puerto Rico             | C   | Christian Vázquez |
| 15 | Puerto Rico             | C   | Martín Maldonado  |
| 2  | USA                     | INF | Alex Bregman      |
| 3  | Dominikanska republiken | INF | Jeremy Peña       |
| 10 | Kuba                    | INF | Yulieski Gurriel  |
| 13 | USA                     | INF | J.J. Matijevic    |
| 17 | USA                     | INF | David Hensley     |
| 26 | USA                     | INF | Trey Mancini      |
| 27 | Venezuela               | INF | José Altuve       |
| 14 | Honduras                | OF  | Mauricio Dubón    |
| 20 | USA                     | OF  | Chas McCormick    |
| 30 | USA                     | OF  | Kyle Tucker       |
| 44 | Kuba                    | DH  | Yordan Álvarez    |

### Skadade
| Nr | Land | Pos | Namn             |
| -- | ---- | --- | ---------------- |
| 35 | USA  | P   | Justin Verlander |
| 39 | USA  | P   | Josh James       |
| 55 | USA  | P   | Ryan Pressly     |
| 62 | USA  | P   | Blake Taylor     |

| Nr | Land | Pos | Namn             |
| -- | ---- | --- | ---------------- |
| 18 | USA  | C   | Jason Castro     |
| 16 | Kuba | INF | Aledmys Díaz     |
| 23 | USA  | OF  | Michael Brantley |

## Fotogalleri

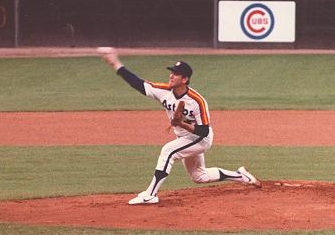
Nolan Ryan.
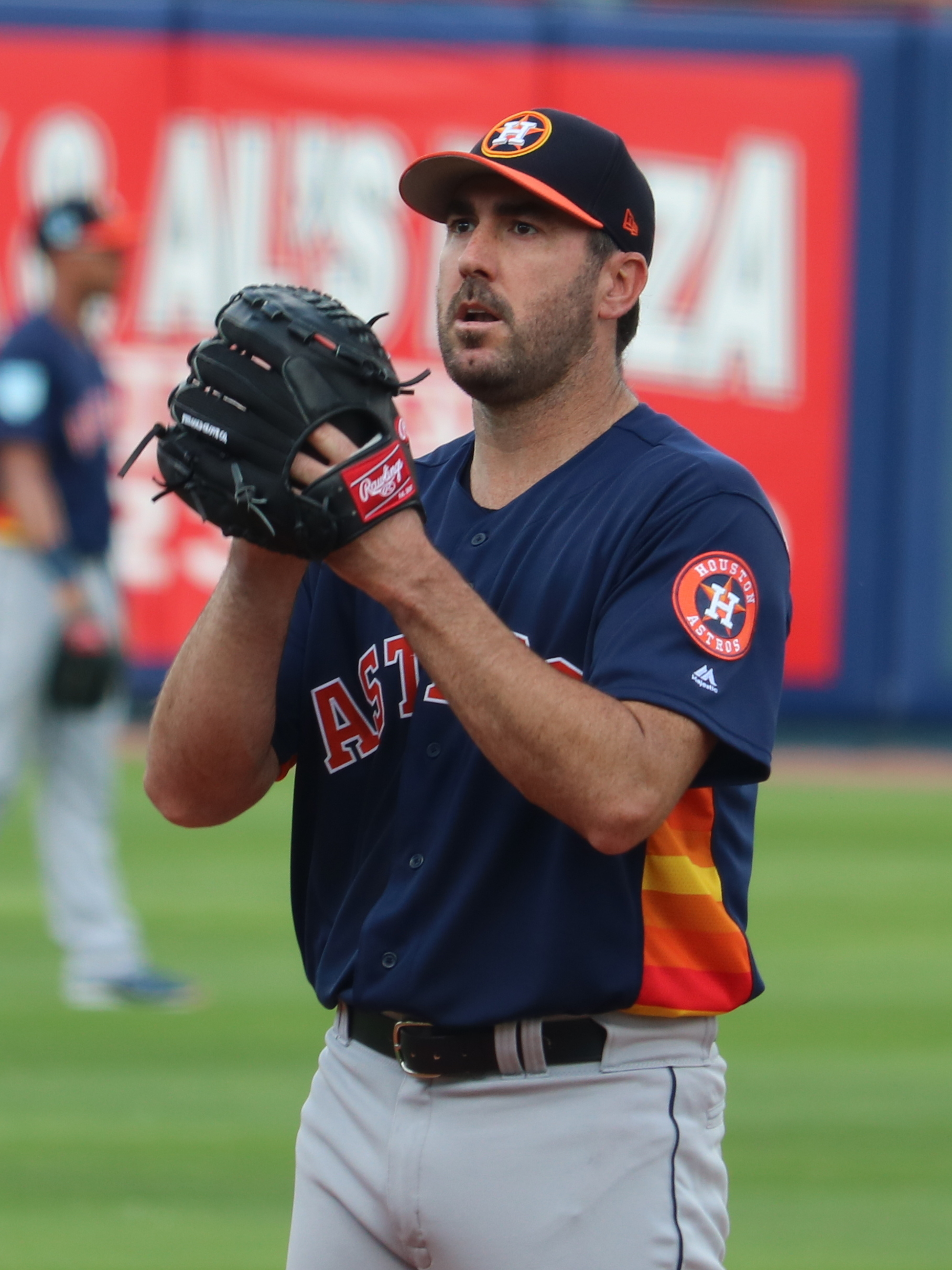
Justin Verlander.
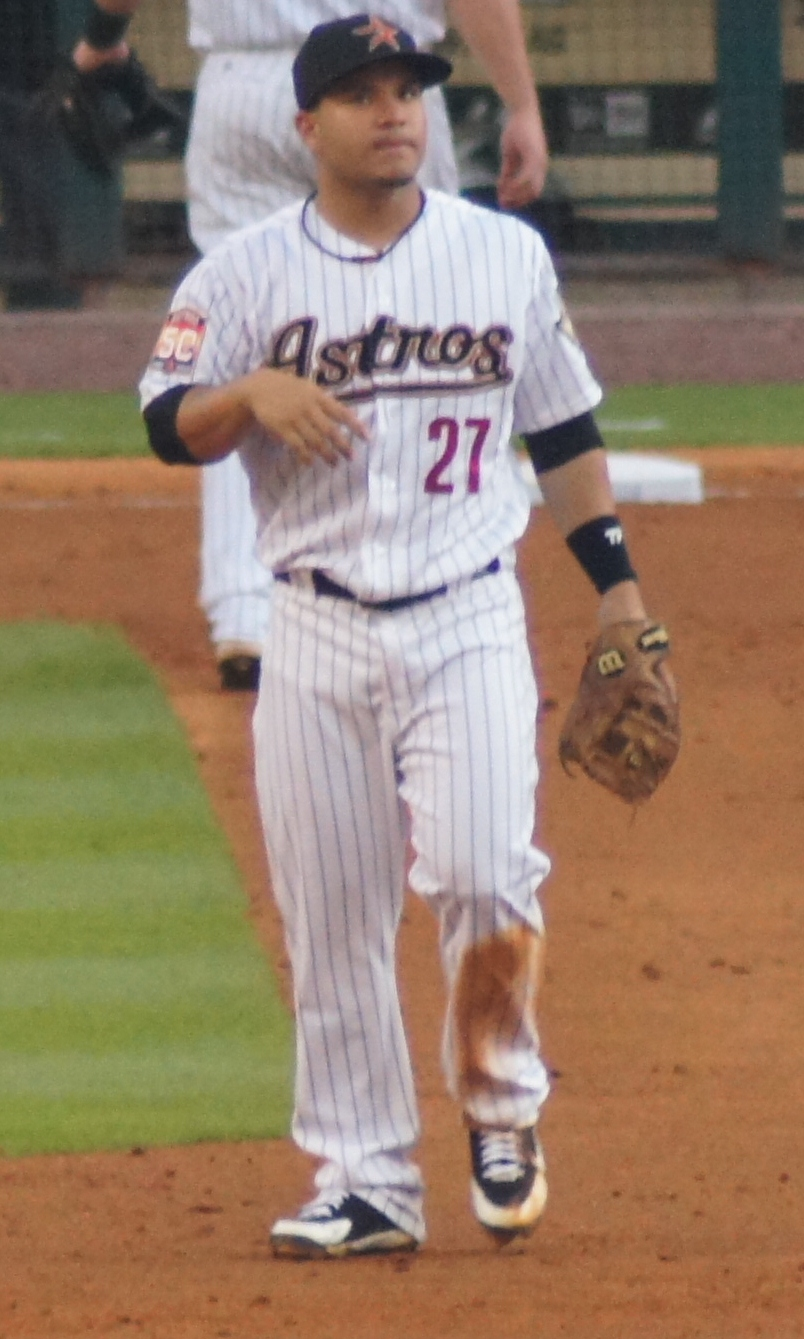
José Altuve.